# Huracà d'Okeechobee de 1928
L'huracà d'Okeechobee de 1928 altrament conegut com a huracà San Felipe II, va ser un huracà mortífer que colpejar les illes de Sotavent, Puerto Rico, les Bahames i Florida el setembre de la temporada d'huracans de l'Atlàntic de 1928. Va ser el segon huracà de categoria 5 en l'escala d'huracans de Saffir-Simpson registrat a l'Atlàntic després de l'huracà de Cuba de 1924. Fins al 2008, ha estat l'únic huracà que ha colpejat Puerto Rico amb una intensitat categoria 5 i és un dels deu huracans més intensos que han fet recalada als Estats Units.